# 浦項スティールヤード
浦項スティールヤード（ポハンスティールヤード、포항 스틸야드）は、大韓民国慶尚北道浦項市にあるサッカー専用スタジアム。完成以来Kリーグ・浦項スティーラースがホームスタジアムとしている。

## 概要
浦項総合製鉄（現・ポスコ）名誉会長だった朴泰俊の指導により、同社の浦項製鉄所敷地内に建設された韓国初のサッカー専用スタジアムで、2年間の工期を費やし1990年に完成した。最大収容人数は25,000人、座席数は18,960。
2010年に改修工事を実施し、ベンチをKリーグ初採用となるレカロ製エルゴノミクスシートに更新。
2013年には芝の状態が悪化したため、芝の全面更新を決定。浦項スティーラースのホームゲームをかつてのホームであった浦項総合運動場に変更する事態となった。
2018年には座席の更新などを行っている。

## ギャラリー

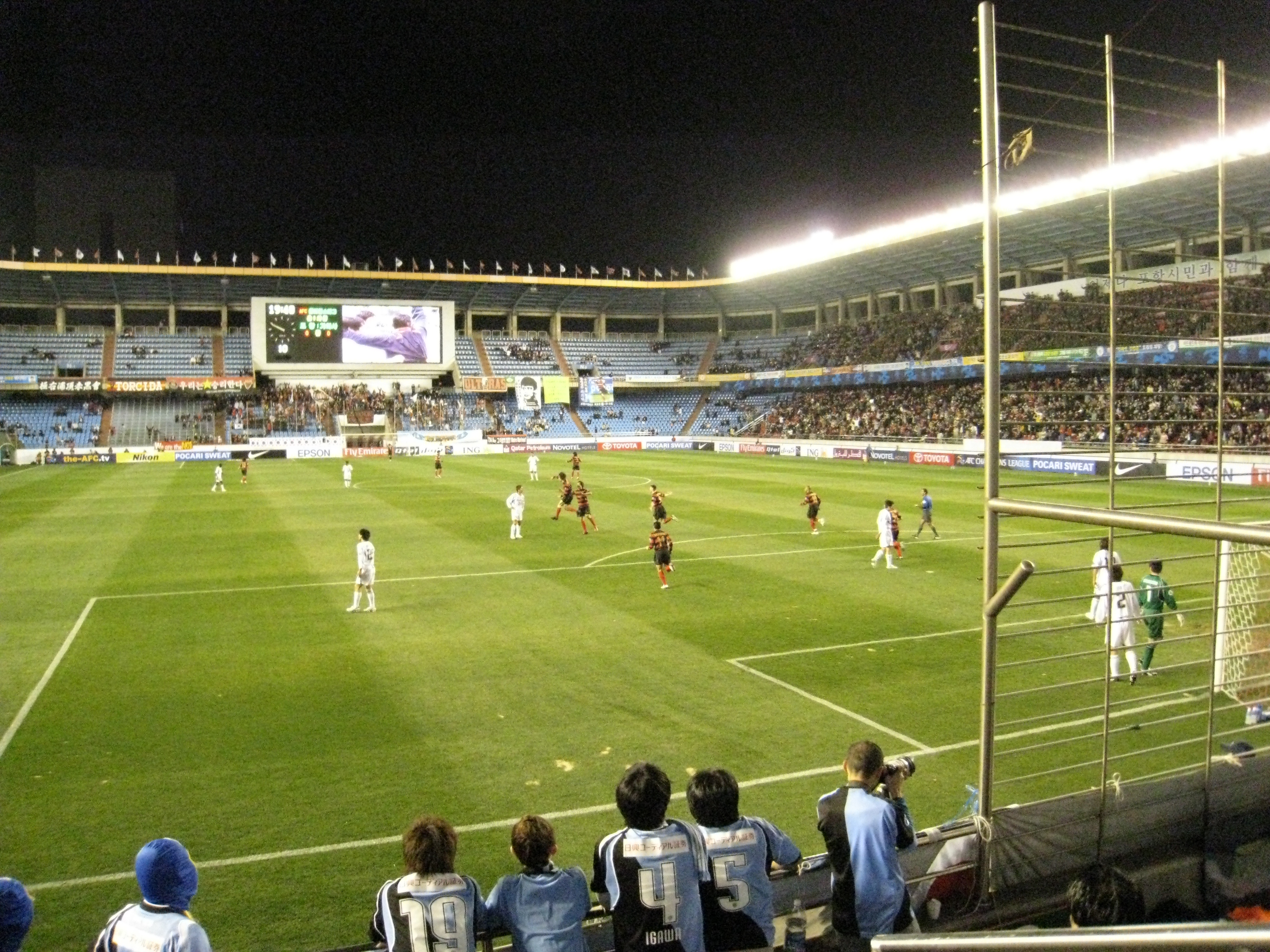
09ACL 浦項対川崎
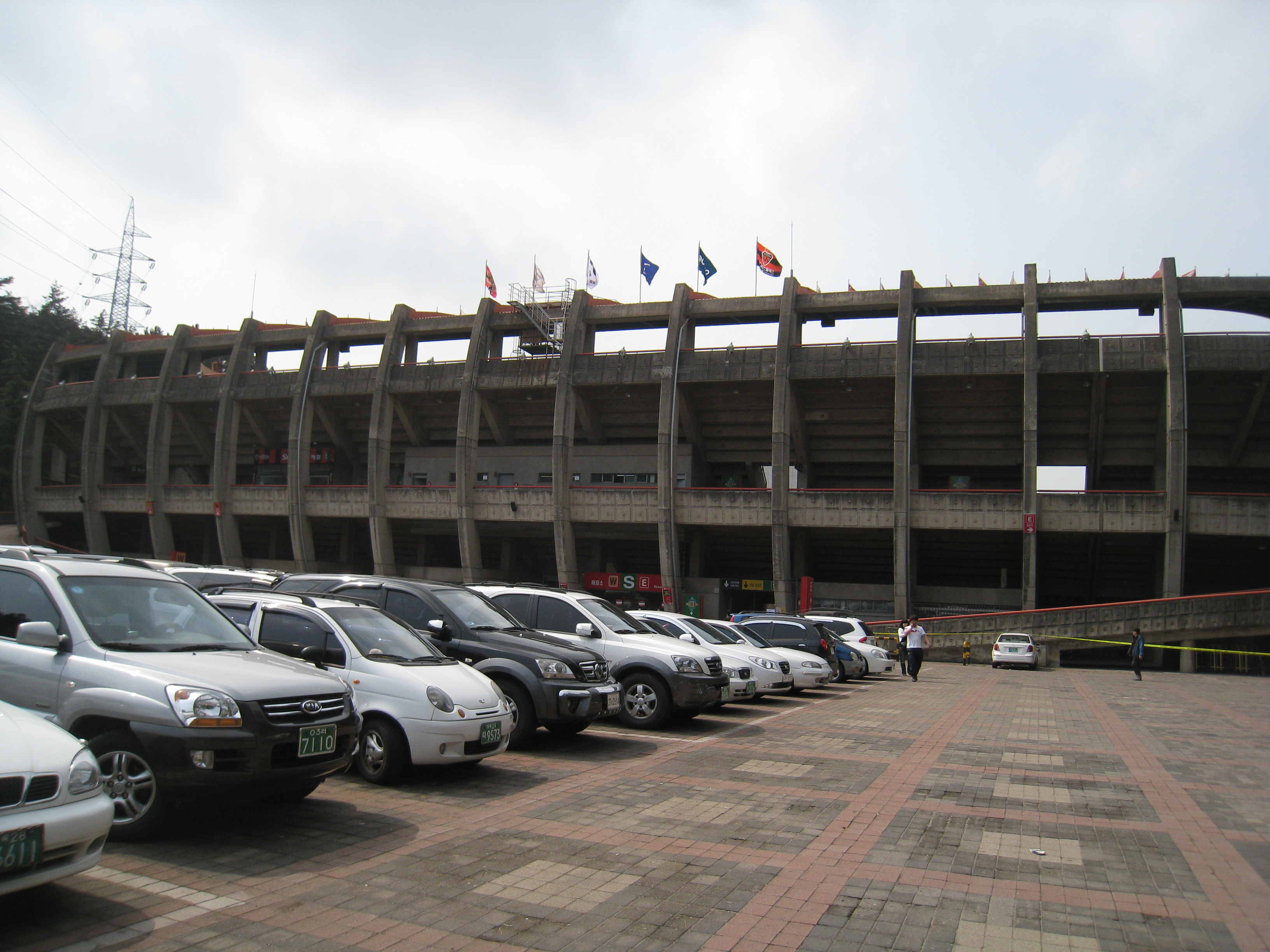
スタジアム外観
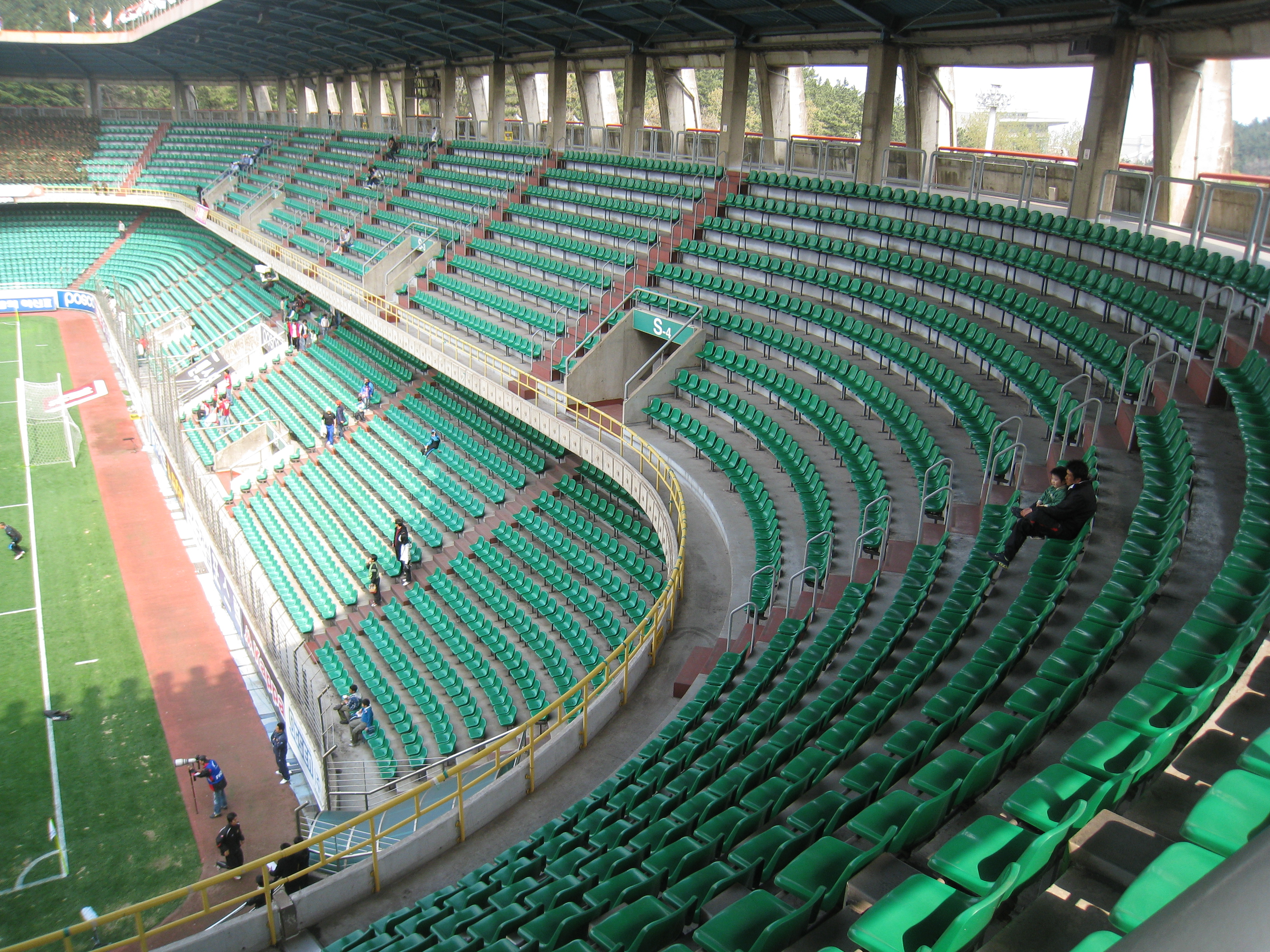
スタジアム内部
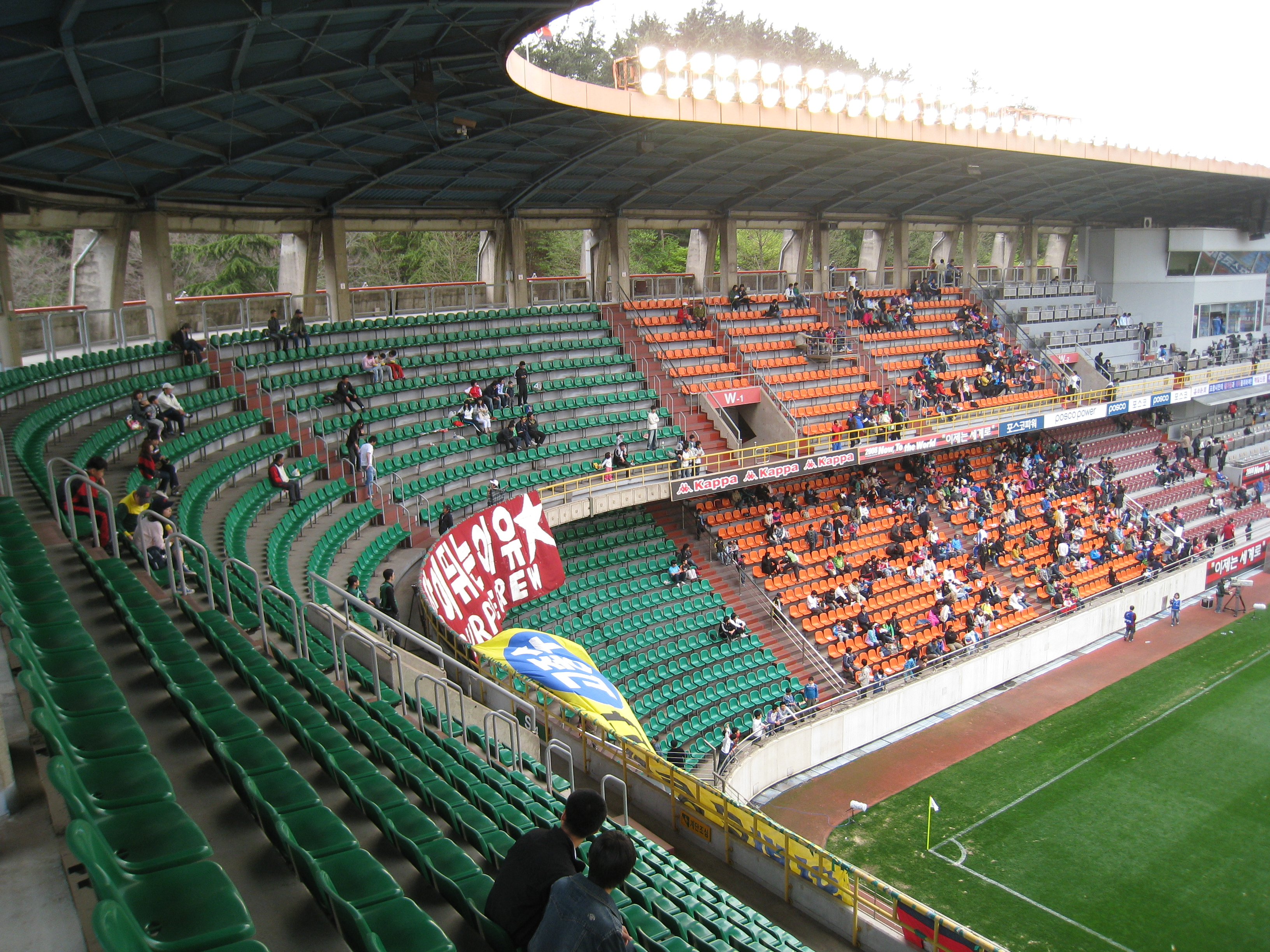
スタジアム内部
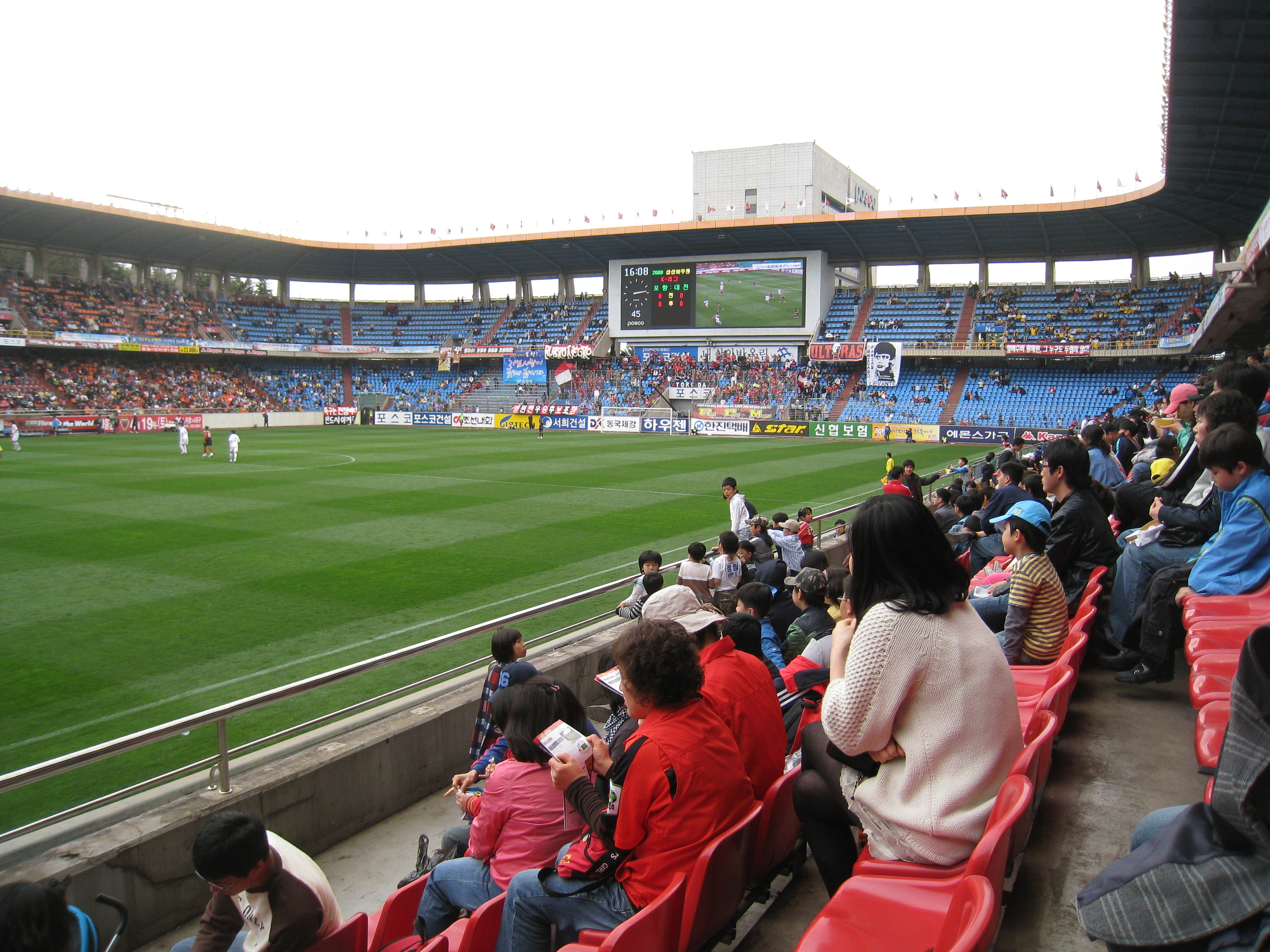
スタジアム内部